# Francisco Pol (futbolista)
Francisco Emilio Pol Hurtado (Caracas, Distrito Federal, Venezuela; 17 de septiembre de 1987) es un futbolista venezolano que juega como centrocampista en el Santfeliuenc Futbol Club de España.
Su hermano Alejandro Pol Hurtado también es futbolista, juega en el FK Nevezis de Lituania.

## Trayectoria
Estudió y empezó a jugar fútbol en el Colegio La Salle con 5 años de edad. Ahí se desempeñaba en la posición de delantero y también compartiría con Andrés Túñez. Al cumplir los 15 años se muda junto a su padre y hermano a Cerdañola del Vallés en donde se mantuvo durante 16 meses en las categorías inferiores del U.D. Gramenet. De ahí llegó al Deportivo Galicia en donde iba a disputar la Segunda División de Venezuela. Pasa al Deportivo Italia en donde jugaría la temporada 2008-2009 y quedaría campeón del Torneo Apertura que consecuentemente lo llevó a la final en donde salieron derrotados con un global de 6-1 ante el Caracas Fútbol Club. Gracias a un amigo venezolano que tenía un contacto de Panachaiki, Pol, fichó con este club. En la temporada 2010-2011 logra el título de la Tercera División de Grecia, siendo elegido el jugador más destacado de su equipo y obtuvo el derecho de levantar el trofeo junto a la bandera de Venezuela en sus hombros. En la siguiente temporada, quedó en la cuarta posición de la Segunda División helénica, por lo tantó, participó en las eliminatorias de ascenso, donde no logró llegar a Primera División. Participó en 34 partidos y marcó 4 goles. Actualmente sigue siendo titular indiscutible en el equipo rojinegro, aunque su equipo está entre los cinco últimos de la tabla. El 21 de octubre de 2012 marcó su primer gol de la temporada, ante el Fokikos FC para terminar empatados 1-1.

## Selección nacional
Participó en el Campeonato Sudamericano Sub-17 de 2001 junto a jugadores destacados como Luis Manuel Seijas y Grenddy Perozo. En dicho torneo clasificaron a la fase final después de quedar segundos en su grupo. Sin embargo, terminan de último.
El 1 de octubre de 2012, cuando se acababa de levantar para ir a un entrenamiento, recibió una llamada telefónica de Alirio Granadillo, comunicándole que había sido convocado para el partido del 16 de octubre de las eliminatorias al Mundial contra Ecuador en el estadio José Antonio Anzoátegui. Sin embargo, no jugó dicho partido. Francisco Pol alegó que no iba a contestar la llamada porque era muy temprano. Llegó a ser convocado para el siguiente partido amistoso contra Nigeria, pero se lesionó y tomó su lugar Tomás Rincón.

## Clubes
| Club                   | País      | Año         | PJ | Goles |
| ---------------------- | --------- | ----------- | -- | ----- |
| Paniliakos FC          | Grecia    | 2006-2007   | 16 | 5     |
| Aias Salamina FC       | Grecia    | 2007-2008   | 27 | 7     |
| Monagas SC             | Venezuela | 2008        | 1  | 0     |
| Deportivo Italia       | Venezuela | 2009-2010   | 17 | 4     |
| Panachaiki GE          | Grecia    | 2010-2013   | 58 | 11    |
| FC Asteras Tripolis    | Grecia    | 2013- 2014  | 9  | 1     |
| Panegialios FC         | Grecia    | 2014 - 2015 | 32 | 4     |
| AE Larissa             | Grecia    | 2015 - 2017 | 25 | 1     |
| Mineros de Guayana     | Venezuela | 2017 - 2020 | 92 | 4     |
| Deportivo La Guaira    | Venezuela | 2020 - 2021 | 23 | 1     |
| Asteras Vlachioti      | Grecia    | 2021 - 2022 | 12 | 0     |
| Città dei Sassi Matera | Italia    | 2022 - 2023 | ?  | ?     |
| Santfeliuenc FC        | España    | 2023 - 2024 | ?  | ?     |

## Palmarés

### Torneo Nacionales
| Título                    | Club                          | País      | Año     |
| ------------------------- | ----------------------------- | --------- | ------- |
| Subcampeón Copa de Grecia | Asteras Trípoli Football Club | Grecia    | 2012/13 |
| Football League           | AE Larissas                   | Grecia    | 2015/16 |
| Copa Venezuela            | Mineros de Guayana            | Venezuela | 2017    |